# Free Cinema

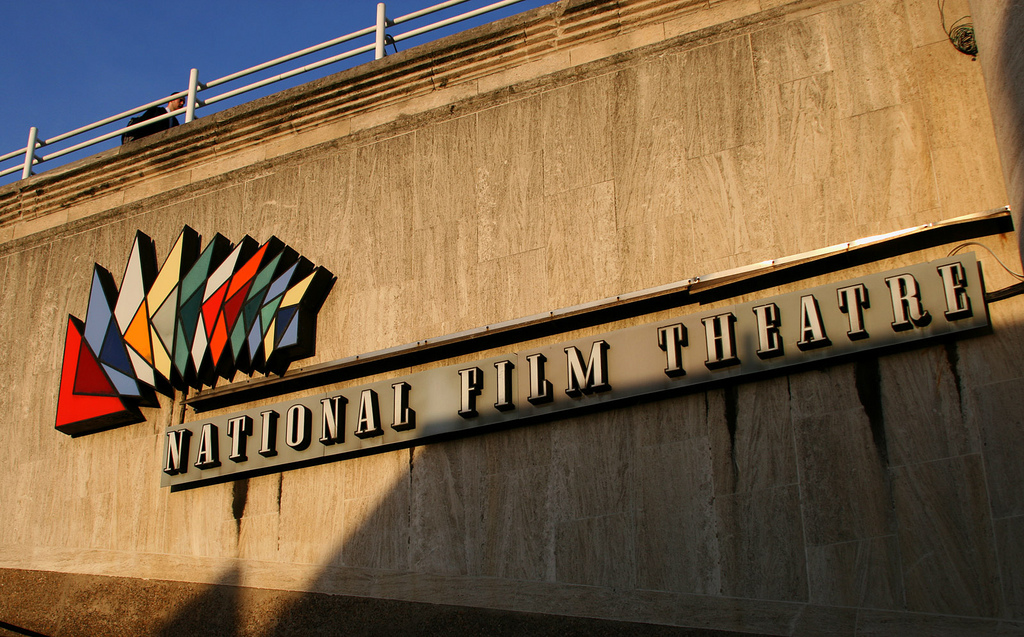
logo du National Film Theatre de Londres

Le Free cinema (littéralement « cinéma libre ») est un courant cinématographique britannique, novateur et contestataire, qui se développe entre 1956 et 1963, voire jusqu'en 1968 selon quelques auteurs.
On a parlé parfois de « Nouvelle vague britannique », par analogie avec la Nouvelle Vague, une école esthétique française qui s'est développée également au tournant des années 1950 et 1960.

## Éléments d'histoire
Free cinema est le nom donné à six programmes de films documentaires projetés entre février 1956 et mars 1959 au National Film Theatre de Londres. Les programmes 1, 3 (Look at Britain), et 6 (The Last Free Cinema) sont uniquement composés de réalisateurs anglais et forment le cœur du mouvement du Free Cinema.
Le deuxième programme (septembre 1956) présenta des œuvres de Georges Franju (Le Sang des bêtes), Norman McLaren (Neighbours) et Lionel Rogosin (On the Bowery). Le quatrième, (Polish Voices, septembre 1958), fit découvrir au public londonien les œuvres phares de la nouvelle école polonaise (on y trouve Roman Polanski et Walerian Borowczyk). Dans le cinquième (French Renewal septembre 1958), étaient présentes les toutes premières œuvres de ce qui n'était pas encore la Nouvelle Vague : Le Beau Serge de Claude Chabrol et Les Mistons de François Truffaut.
Ce courant cinématographique va de pair avec le courant littéraire des Angry Young Men (« jeunes gens en colère »), dont il a adapté certaines des œuvres majeures : La Solitude du coureur de fond et Samedi soir, dimanche matin d'Alan Sillitoe, par exemple.
Alors même que finit le Free Cinema, les Chabrol, Truffaut, Jean-Luc Godard ou encore Agnès Varda et Éric Rohmer vont faire naître la Nouvelle Vague.

## Caractéristiques
Jonas Mekas a dit : « Bien que parfois encore trop liés au théâtre et non totalement exempts de clichés, les films du free cinema ont conduit au rajeunissement du cinéma commercial britannique et creusé "un large fossé entre l'ancien et le nouveau". »

## Réalisateurs importants
- Lindsay Anderson
- Lorenza Mazzetti[1]
- Michael Grigsby
- Karel Reisz
- Tony Richardson
- John Schlesinger
- Robert Vas

## Comédiens importants
- Alan Bates
- Dirk Bogarde
- Julie Christie
- Tom Courtenay
- Albert Finney
- Richard Harris
- Laurence Harvey
- Rita Tushingham

## Les œuvres majeures
- 1956 : Together de Lorenza Mazzetti
- 1958 : Les Corps sauvages (Look Back in Anger) de Tony Richardson
- 1959 : Les Chemins de la haute ville (Room at the Top) de Jack Clayton
- 1960 : Samedi soir, dimanche matin (Saturday Night and Sunday Morning) de Karel Reisz
- 1961 : Un goût de miel (A Taste of Honey) de Tony Richardson
- 1962 : La Solitude du coureur de fond (The Loneliness of the Long Distance Runner) de Tony Richardson
- 1962 : Un amour pas comme les autres (A Kind of Loving) de John Schlesinger
- 1963 : Le Prix d'un homme (This Sporting Life) de Lindsay Anderson
- 1963 : Billy le menteur (Billy Liar) de John Schlesinger
- 1963 : Tom Jones de Tony Richardson
- 1965 : Darling de John Schlesinger